# Margarita Arias de Correas
Margarita Arias Cevallos (Córdoba, 22 de julio de 1771 - ca. 1 de noviembre de 1833), más conocida por su nombre de casada Margarita Arias de Correas, fue una matrona argentina, considerada una de las patricias colaboradoras de la causa independentista.

## Biografía
Nació en Córdoba el 22 de julio de 1771, hija de Juan Arias y Rosa Cevallos. Se casó con José Orencio Correas Sotomayor, figura de importancia en las instituciones cordobesas y terrateniente con propiedades en los campos de Jesús María, con quien tuvo varios hijos, entre ellos Félix y Rafael; ambos participarían de grandes en las luchas de la independencia y la guerras civiles argentinas de la primera mitad del siglo xix.
Al iniciarse el proceso independentista en el Virreinato del Río de La Plata, fue una de las matronas argentinas que en 1810 entregaron sus joyas y otros objetos de valor para comprar armas, al mismo tiempo que sacó de la escuela a sus hijos y los ofreció al naciente gobierno como soldados. Se destaca que el 9 de julio de 1816 alojó en su casa a José de San Martín y otros líderes independentistas, y dos años más tarde, en 1818, junto con otras mujeres cordobesas, le envió una carta de apoyo a su causa.
Finalmente, sus hijos murieron durante una de las guerras civiles argentinas contra el general Facundo Quiroga. Su hijo Félix murió alrededor del 20 de noviembre de 1829 con 25 años, cuando intentó parlamentar con el caudillo riojano. Fue muerte mientras entraba en la ciudad. Poco después se celebró su funeral.
Falleció el 1 de noviembre de 1833. Antes de morir le hizo prometer a su esposo que se casaría con su mejor amiga, Faustina Narvaja; quienes se casaron el 1 de abril de 1934.